# 学生通り (木之内みどりの曲)
「学生通り」（がくせいどおり）は、1976年2月25日に発売された木之内みどりの5枚目のシングル。

## 解説
作詞は、デビュー以来4曲連続で阿久悠が担当していたが、本楽曲は松本隆が手がけている。学生らしさが盛り込まれた清純路線の楽曲となった。
本楽曲は、1987年発売の木之内みどり初のベストCD以来、頻繁にCD化・デジタル音源化されており、現在も比較的容易に聴くことができる。

## 収録曲
- 両楽曲共に、作詞：松本隆／作曲：財津和夫／編曲：松任谷正隆

1. 学生通り（3分59秒）(Single Version)
2. いじっぱりな私（4分26秒）

## 収録CD
- 木之内みどり/プレイバック・シリーズ（1987年11月21日） - 「学生通り」「いじっぱりな私」
- 木之内みどり（1989年8月21日） - 「学生通り」「いじっぱりな私」
- お元気ですか? 木之内みどりwith Love（1990年11月21日） - 「学生通り」
- MYこれ!クション 木之内みどり BEST（2001年10月17日） - 「学生通り」「いじっぱりな私」
- 株式会社 NAVレコード ヒストリー2（2003年7月16日） - 「学生通り」「いじっぱりな私」
- ぼくらのベスト アルバム復刻シリーズ 木之内みどり 1（2004年4月21日） - 「学生通り」「いじっぱりな私」
- 「木之内みどり」SINGLESコンプリート（2007年7月18日） - 「学生通り」「いじっぱりな私」
- 硝子坂+シングルコレクション（2008年7月16日） - 「学生通り」